# Ткачик мочарний
Тка́чик мочарний (Ploceus ruweti) — вид горобцеподібних птахів ткачикових (Ploceidae). Ендемік Демократичної Республіки Конго.

## Опис
Довжина птаха становить 13 см, вага 17 г. У самців під час сезону розмноження нижня частина тіла рудувато-каштанова, верхня частина тіла жовта, надхвістя рудувато-коричневе, на обличчі чорна "маска". Очі темно-червоні, дзьоб чорний, лапи сіруваті. У самців під час негніздового періоду голова зеленувата, горло жовте. Самиці мають переважно зеленувате забарвлення, чорні або рудувато-коричневі плями у них відсутні, очі темні, дзьоб сірий.

## Поширення і екологія
Мочарні ткачики мешкають на південному сході ДР Конго, в районі озера Чангалеле і водоспаду Кіубо, а також, імовірно, в долині річки Луфіра. Вони живуть на болотах, в заростях очерету і рогозу. Сезон розмноження триває з січня по квітень. Мочарні ткачики гніздяться колоніями, які нараховують від 3 до 20 гнізд. В кладці 2 яйця. За сезон може вилупитися два виводки.

## Збереження
МСОП класифікує цей вид як такий, що не потребує особливих заходів зі збереження. Мочарні ткачики були відомі лише за голотипом, зібраним у 1960 році. і були повторно відкриті у 2009 році.